# Grateful (álbum)
Predefinição:Extra album cover
Grateful é o décimo álbum de estúdio do rapper e Dj de Miami DJ Khaled, lançado em 23 de junho de 2017 pela We the Best Music Group e Epic Records. O álbum contém participações de grandes artistas cono Future, Travis Scott, Rick Ross, Migos e Quavo do Migos como artista solo, Chance the Rapper, Nicki Minaj, Kodak Black, Alicia Keys, Beyoncé, Jay-Z, Justin Bieber, Lil Wayne, 2 Chainz, Drake, Rihanna, Sizzla, Mavado, Nas, Calvin Harris, PartyNextDoor, Jeremih, Pusha T e Betty Wright, entre outros.

## Lista de Faixas
Creditos adaptados do Tidal.
| Disco um |                                                                                 |                                                                    |         |  |
| N.º      | Título                                                                          | Producer(s)                                                        | Duração |  |
| 1.       | "(Intro) I'm So Grateful" (featuring Sizzla)                                    | DJ Khaled Danja [a]                                                | 4:58    |  |
| 2.       | "Shining" (featuring Beyoncé and Jay-Z)                                         | DJ Khaled Danja [a]                                                | 4:44    |  |
| 3.       | "To the Max" (featuring Drake)                                                  | JayO                                                               | 3:13    |  |
| 4.       | "Wild Thoughts" (featuring Rihanna and Bryson Tiller)                           | DJ Khaled Nasty Beatmakers [a] Kuk Harrell [c]                     | 3:24    |  |
| 5.       | "I'm the One" (featuring Justin Bieber, Quavo, Chance the Rapper and Lil Wayne) | DJ Khaled Nic Nac DaviDior [b]                                     | 4:48    |  |
| 6.       | "On Everything" (featuring Travis Scott, Rick Ross and Big Sean)                | DJ Khaled Danja [a]                                                | 3:53    |  |
| 7.       | "It's Secured" (featuring Nas and Travis Scott)                                 | DJ Khaled 808-Ray [a]                                              | 3:39    |  |
| 8.       | "Interlude (Hallelujah)" (performed by Betty Wright)                            |                                                                    | 0:52    |  |
| 9.       | "Nobody" (featuring Alicia Keys and Nicki Minaj)                                | DJ Khaled Cool & Dre 808-Ray                                       | 4:31    |  |
| 10.      | "I Love You So Much" (featuring Chance the Rapper)                              | Francis and the Lights Fox Peter Cottontale Lang Chance the Rapper | 4:50    |  |
| 11.      | "Don't Quit" (with Calvin Harris, featuring Travis Scott and Jeremih)           | Calvin Harris                                                      | 3:49    |  |

| Disco dois     |                                                                                            |                                                            |         |  |
| N.º            | Título                                                                                     | Producer(s)                                                | Duração |  |
| 12.            | "I Can't Even Lie" (featuring Future and Nicki Minaj)                                      | DJ Khaled Danja [a]                                        | 4:01    |  |
| 13.            | "Down for Life" (featuring PartyNextDoor, Future, Travis Scott, Rick Ross and Kodak Black) | DJ Khaled Lee on the Beats                                 | 5:00    |  |
| 14.            | "Major Bag Alert" (featuring Migos)                                                        | DJ Durel Quavo [a]                                         | 4:57    |  |
| 15.            | "Good Man" (featuring Pusha T and Jadakiss)                                                | DJ Khaled 808-Ray                                          | 3:38    |  |
| 16.            | "Billy Ocean" (featuring Fat Joe and Raekwon)                                              | DJ Khaled Nasty Beatmakers [a]                             | 3:11    |  |
| 17.            | "Pull a Caper" (featuring Kodak Black, Gucci Mane and Rick Ross)                           | Ben Billions DannyBoyStyles                                | 4:06    |  |
| 18.            | "That Range Rover Came with Steps" (featuring Future and Yo Gotti)                         | The Beat Bully DJ Khaled [a]                               | 4:16    |  |
| 19.            | "Iced Out My Arms" (featuring Future, Migos, 21 Savage and T.I.)                           | Metro Boomin Southside                                     | 4:35    |  |
| 20.            | "Whatever" (featuring Future, Young Thug, Rick Ross and 2 Chainz)                          | Ben Billions Schife Karbeen Eli on the Beats DJ Khaled [a] | 4:59    |  |
| 21.            | "Interlude" (performed by Belly)                                                           | StreetRunner Tarik Azzouz [b]                              | 2:18    |  |
| 22.            | "Unchanging Love" (performed by Mavado)                                                    | Troyton Music                                              | 3:27    |  |
| 23.            | "Asahd Talk (Thank You Asahd)" (performed by Asahd Khaled)                                 |                                                            | 0:16    |  |
| Duração total: | Duração total:                                                                             | Duração total:                                             | 87:25   |  |

| faixas bônus da edição japonesa |                                                                             |                                 |         |  |
| N.º                             | Título                                                                      | Producer(s)                     | Duração |  |
| 23.                             | "Wild Thoughts (Medasin Dance Remix)" (featuring Rihanna and Bryson Tiller) | Grant Nelson                    | 4:35    |  |
| 24.                             | "Wild Thoughts (NOTD Dance Remix)" (featuring Rihanna and Bryson Tiller)    | Tobias Danielsson Samuel Brandt | 3:09    |  |
| Duração total:                  | Duração total:                                                              | Duração total:                  | 92:03   |  |

Notas
- ↑[a]  significa  co-produtor
- ↑[b]  significa produtor adicional
- ↑[c]  significa produtor vocal
- "Wild Thoughts" contém background vocais de PartyNextDoor
- "I Love You So Much" contém background vocals de Lisa Mishra, Jabari Rayford, Teddy Jackson, Jamila Woods, Dariu and Carter Lang
- "To the Max" não está incluída  na versão digital internacional do álbum

Sample créditos
- "Shining" contém sample de Osunlade's "Dionne", também  contémsamples "Walk the Way You Talk" de Dionne Warwick.
- "To the Max" contém  sample de "Gus Get Em Right" do Jay-O e vocal samples of Jodie Aysha de em sua canção "Heartbroken" foi remixida por T2 e "Lit" e 1WayFrank.
- "Wild Thoughts" contém  sample de "Maria Maria" de Santana.
- "On Everything" contém sample de "Under the Sun" de Mark Pritchard.
- "It's Secured" contém samples of "Dem Gone" de Gentleman e "Woman I Need You" de Sizzla.
- "Nobody" contem sample de "Nobody Knows" de Pastor T.L. Barrett.
- "I Love You so Much" contém samples de "Never Would Have Made It" de Marvin Sapp e de "I Want You Back" do grupo Jackson 5
- "Good Man" contém  sample de "Am I a Good Man" de Them Two.
- "Billy Ocean" contem samples de "Ballad for the Fallen Soldier" do The Isley Brothers e de "A Week Ago" do rapper Jay-Z.
- "Pull a Caper" contém  a sample de "Against All Odds (Take a Look at Me Now)" de Phil Collins.
- "Whatever" contém  sample de "Play at Your Own Risk" de Planet Patrol.
- "Interlude" contém a sample de "A Man Without Love" de The Originals.